# Cabalgata de los Reyes

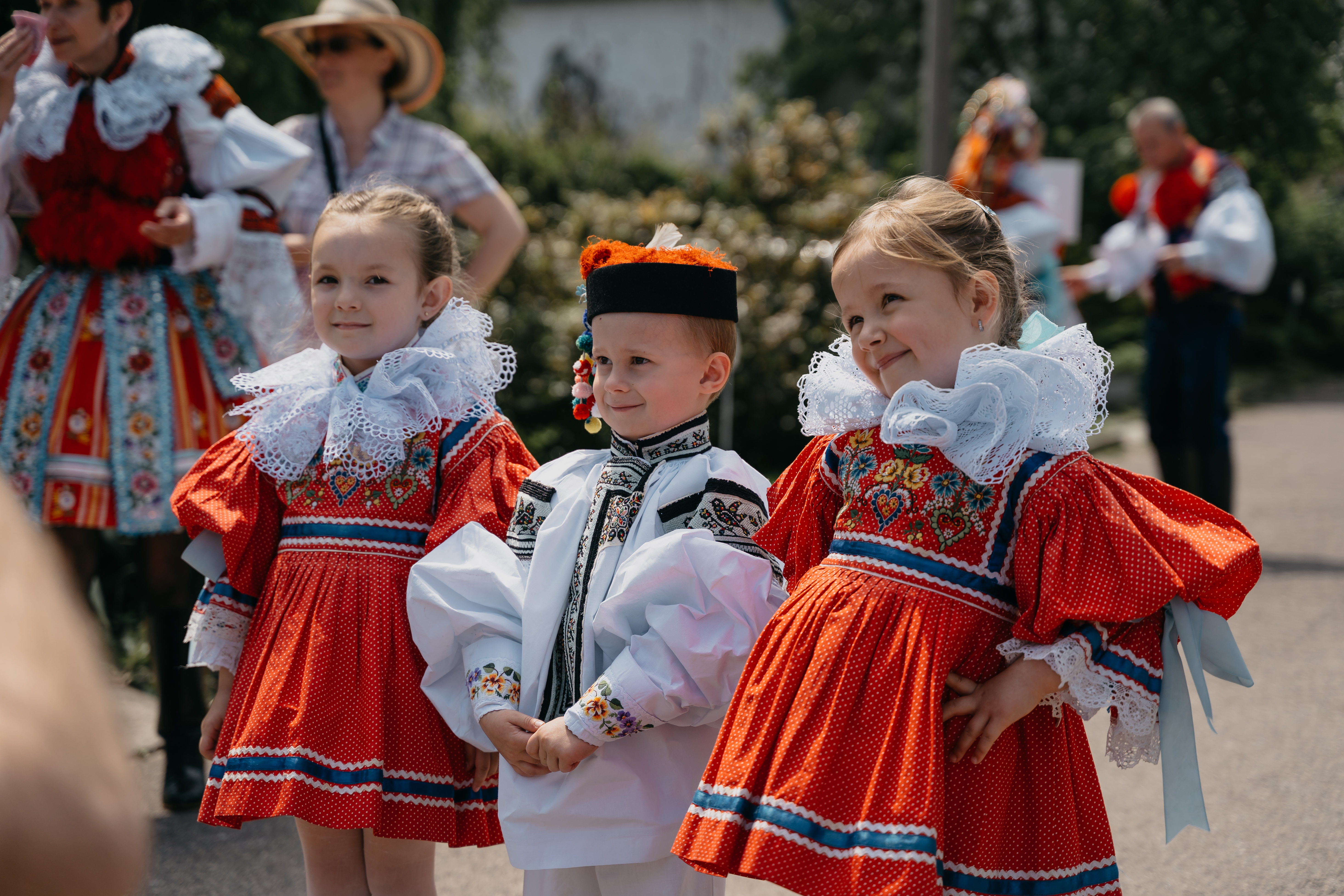
Kids enjoying the festival Jízda králů ("Ride of Kings") in Vlčnov

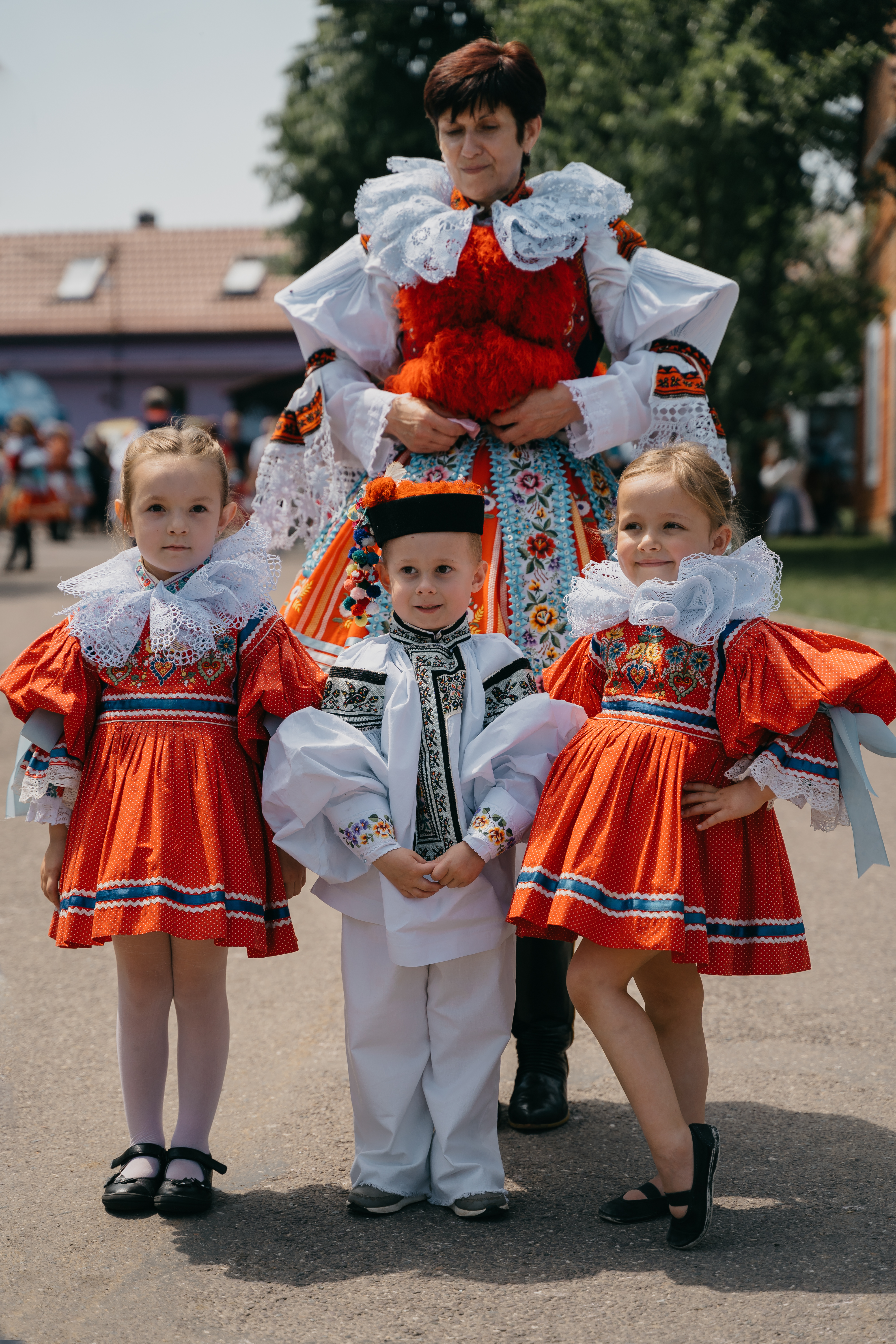
Kids enjoying the festival Jízda králů in Vlčnov

La Cabalgata de los Reyes —en checo: Jízda králů— es un festival checo realizado en primavera, y más específicamente en el día de Pentecostés, en el sureste de la República Checa; su origen es hasta ahora desconocido, sin embargo, se le considera una fiesta cristiana tradicional. Fue inscrita en la Lista Representativa del Patrimonio Cultural Inmaterial de la Humanidad de la Unesco en el año 2011 como «La Cabalgata de los Reyes en el sudeste de la República Checa».

## Lugares
El festival se lleva a cabo regularmente en el sureste de la República Checa, en Moravia histórica, en la región etnográfica de «Slovácko». El festival se lleva a cabo en las ciudades de Hluk (4363 habitantes) cada tres años, Kunovice (5447 habitantes) cada dos años, ocasionalmente o cada cuatro años en el Festival Slovácký rok de Kyjov à Skoronice (531 habitantes) y anualmente en Vlčnov (3062 habitantes). Administrativamente, estas ciudades se encuentran entre las regiones de Zlín (Hluk y Vlčnov Kunovice) y Moravia Meridional (Skoronice).

## Ejecución
Hasta la Segunda Guerra Mundial, la Cabalgata de los Reyes era una parte integral de la fiesta de Pentecostés, pero posteriormente ésta se pasó a tener una función esencialmente social. La actividad es precedida por una ceremonia religiosa, la aprobación de alcaldicia y la decoración de caballos y trajes elaboradas por las mujeres y las niñas utilizando técnicas, colores y diseños específicos para cada pueblo.
El «Paseo de los Reyes» es dirigido por los jóvenes —los Jinetes— cuyo número oscila en lo general entre 15 y 25; son precedidos por grupos de cantores y seguidos por pajes con sables desenvainados que actúan como guardia del rey, quien es interpretado por un joven de entre 10 a 15 años con una rosa en la boca y cuyo rostro está parcialmente oculto. El rey y los patronos de honor se visten con el traje ceremonial de las mujeres, mientras que los otros usan las vestimentas de los hombres. Después de realizar la procesión alrededor del pueblo durante unas horas, los participantes van a casa para posteriormente reunirse en la casa del rey por la noche para celebrar con música y la danza.